# دانشگاه خود مختار سانتو دومینگو
دانشگاه خود مختار سانتو دومینگو (به لاتین: Universidad Autónoma de Santo Domingo) یک دانشگاه دولتی در جمهوری دومینیکن است که در سانتو دومینگو واقع شده‌است.